# Ся Сян
 Сян  (спрощ.: 相; кит. трад.: 相; піньїнь: Xiāng) — п'ятий правитель держави Ся.

## Загальні відомості
Місце народження невідоме. Його батько, Чжун Кан, був минулим володарем держави; Ім'я та походження матері залишаються загадкою.
Сян зійшов на трон у рік Собаки, одразу-ж після смерті батька. Столицею країни під час його правління стало місто Шанцю.
В перший рік свого правління він відправив воєнну експедицію проти варварських племен хуай і фей. Під час третього — проти хуан і фен.
На сьомому році його правління в державу вторглися орди племен Юй, проте, їх наміри зірвав полководець Хан Жо.
Ще через два роки держава Ся підкорила сусідню країну — Цзигуань.
На п'ятнадцятому році правління васал Сяна, Ксянші, організував невдалий повстанський напад на столицю Ся.
На двадцятому році правління Хан Жо підкорив протодержаву Ге.
На двадцять восьмому році правління Хан Жо наказав своєму сину Цзяо вбити Сяна. Вагітна дружина правителя, королева Цзі, втекла та сховалася до Йоурену. Пізніше вона народила спадкоємця трону — Шао Кана.